# Lithacodia albomarginata
Lithacodia albomarginata là một loài bướm đêm trong họ Noctuidae.